# Bethel (Pensilvania)
Bethel es un lugar designado por el censo ubicado en el condado de Berks en el estado estadounidense de Pensilvania. En el año 2010 tenía una población de 499 habitantes.

## Geografía
Bethel se encuentra ubicado en las coordenadas 40°28′2″N 76°17′17″O / 40.46722, -76.28806.